# Harad
Haradwaith, (Harad, sin. południe) – kraina ze stworzonej przez J.R.R. Tolkiena mitologii Śródziemia. Informacje na jej temat znajdują się w Dodatkach do Władcy Pierścieni, mapę można znaleźć w Atlasie Śródziemia.

## Geografia
Jego północną granicę stanowiła rzeka Harnen i łańcuch Ephel Dúath. Haradwaith dzielił się na Harad Bliski i Daleki.
- Na północy przy granicach Gondoru Harad Bliski był krajem stepowo-pustynnym.
- Na południe od zatoki Belfalas, znajdował Harad Daleki, gdzie rozciągały się lasy[2].

W południowo-wschodniej części zatoki Belfalas znajdował się port Umbar, będący siedzibą korsarzy. Dawniej był to port należący do Númenoru.

## Historia
W Drugiej Erze doszli w Haradzie do władzy dwaj Czarni Númenorejczycy: Herumor i Fuinur. Reszta historii Haradu jest znana tylko z wojen z Gondorem. Pierwsza z nich trwała w latach 1015–1050 Trzeciej Ery i zakończyła się opanowaniem Haradu przez króla Hyarmendacila I, druga w latach 1540–1551 (podczas niej Haradrimowie sprzymierzyli się z Korsarzami z Umbaru), trzecia – w 1944 roku (zakończona klęską Haradrimów i Woźników).  Podczas Wojny o Pierścień (lata 3018–3019 Trzeciej Ery) Haradrimowie stanęli po stronie Mordoru razem z mieszkańcami Rhûn i Khandu, zasilając armię Saurona.
W Haradzie żyły mûmakile, wykorzystane m.in. w bitwie na polach Pelennoru.